# 長良神社 (館林市日向町)
長良神社（ながらじんじゃ）は、群馬県館林市の神社。

## 歴史
1717年（享保2年）に創建された。当時の日向村民によって創建された。館林藩が編纂した幕末の地誌『封内経界図誌』によれば、社前には高札場があったという。
1905年（明治38年）に火災で拝殿を焼失したが、1915年（大正4年）に再建された。
1906年（明治39年）の神社合祀により、近くの7社（摂末社含む）が合祀された。

## 交通アクセス
- 多々良駅より徒歩14分。